# Henry Wolfe
Henry Wolfe Gummer (* 13. November 1979) ist ein amerikanischer Komponist, Musiker, Sänger und Schauspieler.

## Leben
Henry Wolfe ist der Sohn von Don Gummer und der Schauspielerin Meryl Streep. Er wuchs in Los Angeles und Connecticut mit seinen jüngeren Schwestern, der Schauspielerin Grace Gummer, Schauspielerin Mamie Gummer und dem Model Louisa Gummer auf.
Wolfe schloss sein Studium am Dartmouth College im Jahr 2002 ab.
Wolfe machte seine ersten Schritte als Musiker als Co-Gründer der New Yorker Indie-Pop-Band Bravo Silva. Bravo Silva veröffentlichte eine EP mit dem Titel Juli im Jahr 2004 und ein komplettes Album im Jahr 2005.
Nachdem sich die Band Bravo Silva aufgelöst hatte, zog Wolfe nach Los Angeles und begann als Solokünstler zu arbeiten. 2009 veröffentlichte er zwei EPs: The Blue House, zusammengestellt aus Originalmaterial, und Wolfe Sings Field, das aus Songs besteht, die von Peter Field verfasst wurden.
Wolfes Vollzeit-Debüt mit dem Titel Linda Vista wurde im Jahr 2011 von Wolfes eigenem Undermountain Music Label veröffentlicht. Wolfe hatte im selben Jahr Fernsehauftritte als Musiker in Jimmy Kimmel Live! und bei WNYC Soundcheck.
Wolfe-Songs wurden in Kinofilmen verwendet wie Terri, Julie und Julia und Ricki – Wie Familie so ist.
Wolfe hat in zahlreichen Filmen mitgespielt, darunter The Good Shepherd (2004), Liegen (2006), und The Wait (2011). Er trat auch in dem Film Wolfe With An E auf, bei dem Louis David Zuckerman Regie führte.

## Diskografie
- July EP (2004) – als Mitglied von Bravo Silva
- Bravo Silva (2005) – als Mitglied von  Bravo Silva
- The Blue House (2009)
- Wolf Sings Field (2009)
- Linda Vista (2011)